# Superliga de Voleibol Masculina 2016-2017
La Superliga de Voleibol Masculina 2016-2017 si è svolta dal 15 ottobre 2016 al 29 aprile 2017: al torneo hanno partecipato dodici squadre di club spagnole e la vittoria finale è andata per la prima volta al Palma.

## Regolamento

### Formula
Le squadre hanno disputato un girone all'italiana, con gare di andata e ritorno, per un totale di ventidue giornate; al termine della regular season:
- Le prime quattro classificate hanno acceduto ai play-off scudetto, strutturati in semifinali e finale, entrambe giocate al meglio di tre vittorie su cinque gare.
- Le ultime due classificate sono retrocesse in Superliga 2.

### Criteri di classifica
Se il risultato finale è stato di 3-0 o 3-1 sono stati assegnati 3 punti alla squadra vincente e 0 a quella sconfitta, se il risultato finale è stato di 3-2 sono stati assegnati 2 punti alla squadra vincente e 1 a quella sconfitta.
L'ordine del posizionamento in classifica è stato definito in base a:
- Punti;
- Numero di partite vinte;
- Ratio dei set vinti/persi;
- Ratio dei punti realizzati/subiti.

## Squadre partecipanti
Al campionato di Superliga de Voleibol Masculina 2016-17 hanno partecipato dodici squadre: quelle neopromosse dalla Superliga 2 sono state il Palma, vincitrice del campionato, e il Palencia, seconda classificata in campionato; una squadra che ha avuto il diritto di partecipazione, ossia il Palencia, ha rinunciato all'iscrizione: al posto di questa è stato ripescato il Barcellona.
| Club            | Città                   | Palazzetto                                          | Stagione precedente                                                 |
| --------------- | ----------------------- | --------------------------------------------------- | ------------------------------------------------------------------- |
| 7 Islas         | Santa Lucía de Tirajana | Polideportivo de Vecindario Santa Lucía de Tirajana | 7ª in Superliga de Voleibol Masculina                               |
| Almería         | Almería                 | Pabellón Moisés Ruiz Almería                        | 1ª in Superliga de Voleibol Masculina; Campione di Spagna           |
| Barcellona      | Barcellona              | Parc Esportiú Llobregat Cornellà de Llobregat       | 3ª in Superliga 2 de Voleibol Masculina                             |
| Cáceres         | Cáceres                 | Pabellón Ciudad de Cáceres Cáceres                  | 9ª in Superliga de Voleibol Masculina                               |
| Esquimo         | Dos Hermanas            | Complejos Los Montecillos Dos Hermanas              | 5ª in Superliga de Voleibol Masculina                               |
| Eivissa         | Ibiza                   | Polideportivo de Es Viver Ibiza                     | 3ª in Superliga de Voleibol Masculina; Semifinali play-off scudetto |
| Mediterráneo    | Castellón de la Plana   | Pabellón Pablo Herrera Castellón de la Plana        | 8ª in Superliga de Voleibol Masculina                               |
| Melilla         | Melilla                 | Pabellón Javier Imbroda Ortiz Melilla               | 6ª in Superliga de Voleibol Masculina                               |
| Palma           | Palma di Maiorca        | Polideportivo Germans Escalas Palma di Maiorca      | 1ª in Superliga 2 de Voleibol Masculina                             |
| Río Duero Soria | Soria                   | Pabellón Los Pajaritos Soria                        | 4ª in Superliga de Voleibol Masculina; Semifinali play-off scudetto |
| Teruel          | Teruel                  | Pabellón Municipal Los Planos Teruel                | 2ª in Superliga de Voleibol Masculina; Finale play-off scudetto     |
| Textil          | Cabezón de la Sal       | Pabellón Matilde de la Torre Cabezón de la Sal      | 10ª in Superliga de Voleibol Masculina                              |

## Torneo

### Regular season

#### Risultati
| Prima giornata |                            |     |                            |
|                |                            |     |                            |
| 15-10          | Teruel-Mediterráneo        | 3-0 | 25-21, 25-21, 25-16        |
| 15-10          | Melilla-Almería            | 0-3 | 21-25, 18-25, 13-25        |
| 15-10          | Palma-Cáceres              | 3-0 | 25-16, 25-20, 25-15        |
| 15-10          | Textil-Barcellona          | 3-1 | 25-22, 16-25, 25-22, 25-19 |
| 15-10          | Eivissa-Esquimo            | 3-0 | 25-23, 25-23, 25-11        |
| 15-10          | Río Duero San José-7 Islas | 3-1 | 25-22, 22-25, 25-19, 25-19 |

| Seconda giornata |                            |     |                                   |
|                  |                            |     |                                   |
| 22-10            | 7 Islas-Teruel             | 3-2 | 25-21, 20-25, 20-25, 28-26, 15-12 |
| 22-10            | Mediterráneo-Melilla       | 2-3 | 20-25, 25-18, 25-23, 21-25, 23-25 |
| 22-10            | Cáceres-Textil             | 0-3 | 22-25, 19-25, 16-25               |
| 22-10            | Almería-Palma              | 3-1 | 25-22, 16-25, 29-27, 25-22        |
| 23-10            | Esquimo-Río Duero San José | 3-1 | 25-23, 20-25, 25-19, 25-18        |
| 23-10            | Barcellona-Eivissa         | 1-3 | 18-25, 23-25, 25-23, 19-25        |

| Terza giornata |                            |     |                                   |
|                |                            |     |                                   |
| 29-10          | Melilla-7 Islas            | 3-2 | 25-22, 24-26, 25-19, 15-25, 15-13 |
| 29-10          | Teruel-Esquimo             | 3-0 | 25-19, 25-22, 25-20               |
| 29-10          | Palma-Mediterraneo         | 3-0 | 25-17, 25-18, 25-19               |
| 29-10          | Mediterráneo-Almería       | 0-3 | 21-25, 17-25, 18-25               |
| 29-10          | Eivissa-Río Duero San José | 3-0 | 25-17, 25-18, 25-21               |
| 30-10          | Barcellona-Cáceres         | 3-0 | 25-22, 25-19, 25-15               |

| Quarta giornata |                           |     |                                   |
|                 |                           |     |                                   |
| 05-11           | 7 Islas-Palma             | 3-2 | 25-23, 25-23, 19-25, 18-25, 18-16 |
| 05-11           | Mediterráneo-Textil       | 3-1 | 20-25, 26-24, 25-17, 29-27        |
| 05-11           | Cáceres-Eivissa           | 0-3 | 12-25, 21-25, 18-25               |
| 05-11           | Almería-Barcellona        | 3-0 | 25-10, 25-22, 25-13               |
| 05-11           | Río Duero San José-Teruel | 0-3 | 21-25, 22-25, 22-25               |
| 06-11           | Esquimo-Melilla           | 3-1 | 25-14, 20-25, 25-22, 37-35        |

| Quinta giornata |                            |     |                            |
|                 |                            |     |                            |
| 12-11           | Melilla-Río Duero San José | 0-3 | 20-25, 20-25, 20-25        |
| 12-11           | Palma-Esquimo              | 3-0 | 25-17, 25-20, 25-23        |
| 12-11           | Textil-7 Islas             | 3-0 | 25-19, 26-24, 25-21        |
| 12-11           | Cáceres-Almería            | 0-3 | 15-25, 22-25, 15-25        |
| 12-11           | Eivissa-Teruel             | 3-1 | 28-26, 17-25, 25-18, 25-22 |
| 13-11           | Barcellona-Mediterráneo    | 3-0 | 25-22, 27-25, 25-21        |

| Sesta giornata |                          |     |                            |
|                |                          |     |                            |
| 19-11          | Mediterráneo-Cáceres     | 1-3 | 28-30, 17-25, 25-19, 17-25 |
| 19-11          | 7 Islas-Barcellona       | 1-3 | 25-19, 19-25, 23-25, 16-25 |
| 19-11          | Teruel-Melilla           | 0-3 | 22-25, 21-25, 17-25        |
| 19-11          | Almería-Eivissa          | 3-0 | 25-19, 25-17, 25-22        |
| 19-11          | Río Duero San José-Palma | 0-3 | 19-25, 21-25, 23-25        |
| 20-11          | Esquimo-Textil           | 3-0 | 25-19, 25-22, 25-20        |

| Settima giornata |                           |     |                            |
|                  |                           |     |                            |
| 26-11            | Palma-Teruel              | 3-0 | 25-19, 25-16, 25-22        |
| 26-11            | Textil-Río Duero San José | 3-1 | 25-19, 25-16, 25-22        |
| 26-11            | Eivissa-Melilla           | 3-0 | 25-19, 25-22, 25-22        |
| 26-11            | Cáceres-7 Islas           | 1-3 | 11-25, 25-23, 22-25, 22-25 |
| 26-11            | Almería-Mediterráneo      | 3-0 | 25-8, 25-13, 25-17         |
| 27-11            | Barcellona-Esquimo        | 1-3 | 25-17, 17-25, 18-25, 20-25 |

| Ottava giornata |                               |     |                            |
|                 |                               |     |                            |
| 03-12           | Río Duero San José-Barcellona | 3-0 | 25-22, 25-23, 27-25        |
| 03-12           | 7 Islas-Almería               | 0-0 | -                          |
| 03-12           | Melilla-Palma                 | 1-3 | 28-26, 16-25, 15-25, 16-25 |
| 03-12           | Mediterráneo-Eivissa          | 1-3 | 18-25, 21-25, 25-20, 14-25 |
| 03-12           | Teruel-Textil                 | 3-0 | 31-29, 25-22, 25-16        |
| 04-12           | Esquimo-Cáceres               | 3-0 | 25-21, 25-22, 25-16        |

| Nona giornata |                            |     |                            |
|               |                            |     |                            |
| 10-12         | Eivissa-Palma              | 1-3 | 18-25, 10-25, 25-20, 19-25 |
| 10-12         | Textil-Melilla             | 3-1 | 21-25, 27-25, 25-20, 25-19 |
| 10-12         | Cáceres-Río Duero San José | 1-3 | 19-25, 25-23, 24-26, 23-25 |
| 10-12         | Almería-Esquimo            | 3-0 | 25-23, 25-18, 25-17        |
| 10-12         | Mediterráneo-7 Islas       | 0-3 | 22-25, 21-25, 21-25        |
| 11-12         | Barcellona-Teruel          | 0-3 | 20-25, 16-25, 17-25        |

| Decima giornata |                            |     |                     |
|                 |                            |     |                     |
| 17-12           | Eivissa-7 Islas            | 3-0 | 25-23, 25-21, 25-23 |
| 17-12           | Esquimo-Mediterráneo       | 3-0 | 25-15, 25-18, 25-20 |
| 17-12           | Teruel-Electrocash CCPH    | 3-0 | 25-17, 25-20, 25-21 |
| 17-12           | Melilla-Barcellona         | 3-0 | 25-14, 25-22, 25-18 |
| 17-12           | Palma-Textil               | 3-0 | 25-13, 25-22, 26-24 |
| 17-12           | Río Duero San José-Almería | 0-3 | 14-25, 16-25, 15-25 |

| Undicesima giornata |                                 |     |                                   |
|                     |                                 |     |                                   |
| 07-01               | 7 Islas-Esquimo                 | 3-1 | 26-24, 22-25, 25-23, 25-21        |
| 07-01               | Textil-Eivissa                  | 0-3 | 25-27, 16-25, 24-26               |
| 07-01               | Barcellona-Palma                | 3-1 | 26-24, 33-31, 18-25, 25-23        |
| 07-01               | Cáceres-Melilla                 | 2-3 | 25-21, 25-21, 23-25, 21-25, 14-16 |
| 07-01               | Almería-Teruel                  | 3-2 | 25-19, 25-20, 18-25, 22-25, 18-16 |
| 07-01               | Mediterráneo-Río Duero San José | 0-3 | 21-25, 23-25, 22-25               |

| Dodicesima giornata |                            |     |                                   |
|                     |                            |     |                                   |
| 14-01               | 7 Islas-Río Duero San José | 2-3 | 25-17, 25-22, 19-25, 25-27, 12-15 |
| 14-01               | Mediterráneo-Teruel        | 2-3 | 27-25, 21-25, 21-25, 25-22, 8-15  |
| 14-01               | Cáceres-Palma              | 1-3 | 16-25, 13-25, 26-24, 14-25        |
| 14-01               | Almería-Melilla            | 3-0 | 25-14, 25-19, 25-22               |
| 15-01               | Esquimo-Eivissa            | 3-1 | 27-25, 20-25, 25-19, 27-25        |
| 15-01               | Barcellona-Textil          | 3-0 | 25-21, 25-18, 25-20               |

| Tredicesima giornata |                            |     |                               |
|                      |                            |     |                               |
| 21-01                | Melilla-Mediterráneo       | 3-2 | 25/20 23/25 27/25 21/25 16/14 |
| 21-01                | Palma-Almería              | 3-2 | 21/25 18/25 25/22 29/27 15/13 |
| 21-01                | Textil-Cáceres             | 3-1 | 23/25 25/9 25/20 25/15        |
| 21-01                | Eivissa-Barcellona         | 3-0 | 25/20 25/22 25/14             |
| 21-01                | Río Duero San José-Esquimo | 3-1 | 25/19 25/23 21/25 25/22       |
| 21-01                | Teruel-7 Islas             | 3-2 | 21/25 25/17 25/11 24/26 15/9  |

| Quattordicesima giornata |                            |     |                         |
|                          |                            |     |                         |
| 28-01                    | Mediterráneo-Palma         | 0-3 | 15/25 18/25 21/25       |
| 28-01                    | Esquimo-Teruel             | 1-3 | 19/25 21/25 32/30 24/26 |
| 28-01                    | 7 Islas-Melilla            | 0-3 | 22/25 17/25 17/25       |
| 28-01                    | Cáceres-Barcellona         | 0-3 | 24/26 21/25 13/25       |
| 28-01                    | Almería-Textil             | 3-0 | 25/17 25/18 25/21       |
| 28-01                    | Río Duero San José-Eivissa | 0-3 | 29/31 20/25 15/25       |

| Quindicesima giornata |                           |     |                         |
|                       |                           |     |                         |
| 04-02                 | Melilla-Esquimo           | 0-3 | 22/25 23/25 15/25       |
| 04-02                 | Textil-Mediterráneo       | 3-1 | 25/21 25/23 22/25 25/23 |
| 04-02                 | Palma-7 Islas             | 3-0 | 25/20 25/19 25/14       |
| 04-02                 | Teruel-Río Duero San José | 3-1 | 20/25 25/23 25/21 29/27 |
| 04-02                 | Eivissa-Cáceres           | 3-1 | 25/13 25/17 23/25 25/11 |
| 05-02                 | Barcellona-Almería        | 0-3 | 14/25 15/25 13/25       |

| Sedicesima giornata |                            |     |                               |
|                     |                            |     |                               |
| 11-02               | Mediterráneo-Barcellona    | 2-3 | 18/25 25/23 20/25 25/19 11/15 |
| 11-02               | Teruel-Eivissa             | 3-1 | 25/17 25/17 19/25 25/23       |
| 11-02               | 7 Islas-Textil             | 3-2 | 21/25 19/25 27/25 25/21 15/13 |
| 11-02               | Almería-Cáceres            | 3-0 | 25/20 25/21 25/16             |
| 11-02               | Río Duero San José-Melilla | 3-0 | 25/22 25/22 25/16             |
| 12-02               | Esquimo-Palma              | 2-3 | 15/25 22/25 25/18 26/24 14/16 |

| Diciassettesima giornata |                          |     |                               |
|                          |                          |     |                               |
| 18-02                    | Textil-Esquimo           | 3-2 | 23/25 25/21 25/20 23/25 15/8  |
| 18-02                    | Palma-Río Duero San José | 3-0 | 25/20 25/20 25/17             |
| 18-02                    | Melilla-Teruel           | 2-3 | 25/23 22/25 25/23 23/25 13/15 |
| 18-02                    | Eivissa-Almería          | 1-3 | 19/25 19/25 27/25 22/25       |
| 19-02                    | Cáceres-Mediterráneo     | 2-3 | 26/24 24/26 25/21 31/33 9/15  |
| 19-02                    | Barcellona-7 Islas       | 3-0 | 27/25 25/17 25/22             |

| Diciottesima giornata |                           |     |                               |
|                       |                           |     |                               |
| 04-03                 | Mediterráneo-Almería      | 0-3 | 24/26 14/25 15/25             |
| 04-03                 | Melilla-Eivissa           | 2-3 | 20/25 25/23 20/25 28/26 15/17 |
| 04-03                 | Teruel-Palma              | 3-1 | 21/25 25/20 25/12 25/21       |
| 04-03                 | Río Duero San José-Textil | 3-1 | 22/25 25/18 25/14 25/19       |
| 05-03                 | Esquimo-Barcellona        | 3-1 | 25/18 27/25 24/26 25/18       |
| 07-03                 | 7 Islas-Cáceres           | 3-0 | 25/19 25/14 25/19             |

| Diciannovesima giornata |                               |     |                               |
|                         |                               |     |                               |
| 11-03                   | Cáceres-Esquimo               | 1-3 | 25/23 12/25 18/25 19/25       |
| 11-03                   | Textil-Teruel                 | 2-3 | 25/22 19/25 13/25 25/22 16/18 |
| 11-03                   | Palma-Melilla                 | 3-0 | 25/17 25/18 25/18             |
| 11-03                   | Eivissa-Mediterráneo          | 3-0 | 25/22 25/15 25/21             |
| 11-03                   | Almería-7 Islas               | 3-0 | 25/11 25/20 25/12             |
| 12-03                   | Barcellona-Río Duero San José | 3-0 | 25/23 25/21 25/12             |

| Ventesima giornata |                            |     |                               |
|                    |                            |     |                               |
| 18-03              | 7 Islas-Mediterráneo       | 3-2 | 22/25 24/26 27/25 25/16 15/12 |
| 18-03              | Palma-Eivissa              | 3-2 | 22/25 19/25 26/24 25/15 15/13 |
| 18-03              | Melilla-Textil             | 0-3 | 30/32 23/25 23/25             |
| 18-03              | Teruel-Barcellona          | 3-2 | 25/20 25/22 20/25 18/25 15/12 |
| 18-03              | Río Duero San José-Cáceres | 3-1 | 25/14 22/25 25/13 25/17       |
| 19-03              | Esquimo-Almería            | 1-3 | 15/25 25/19 16/25 17/25       |

| Ventunesima giornata |                            |     |                               |
|                      |                            |     |                               |
| 25-03                | 7 Islas-Eivissa            | 3-2 | 27/29 25/20 20/25 25/22 15/9  |
| 25-03                | Mediterráneo-Esquimo       | 3-2 | 21/25 25/17 28/26 14/25 15/10 |
| 25-03                | Almería-Río Duero San José | 3-0 | 25/13 25/19 25/18             |
| 25-03                | Cáceres-Teruel             | 0-3 | 18/25 18/25 20/25             |
| 25-03                | Barcellona-Melilla         | 3-2 | 25/13 23/25 14/25 25/22 15/10 |
| 25-03                | Textil-Palma               | 0-3 | 18/25 15/25 20/25             |

| Ventiduesima giornata |                                 |     |                              |
|                       |                                 |     |                              |
| 01-04                 | Eivissa-Textil                  | 3-0 | 25/20 25/17 25/14            |
| 01-04                 | Palma-Barcellona                | 3-0 | 25/23 25/21 25/17            |
| 01-04                 | Teruel-Almería                  | 3-2 | 27/25 26/24 23/25 24/26 15/9 |
| 01-04                 | Río Duero San José-Mediterráneo | 3-0 | 27/25 25/17 25/20            |
| 01-04                 | Esquimo-7 Islas                 | 3-0 | 25/20 25/17 25/21            |
| 01-04                 | Melilla-Cáceres                 | 3-1 | 22/25 25/19 25/18 25/22      |

#### Classifica
| Pos. | Squadra         | Pt | G  | V  | P  | SV | SP | Ratio | PF    | PS    | Ratio |
| ---- | --------------- | -- | -- | -- | -- | -- | -- | ----- | ----- | ----- | ----- |
| 1.   | Almería         | 61 | 21 | 19 | 2  | 61 | 11 | 5,545 | 1 748 | 1 345 | 1,300 |
| 2.   | Palma           | 52 | 22 | 18 | 4  | 59 | 21 | 2,809 | 1 908 | 1 605 | 1,189 |
| 3.   | Teruel          | 47 | 22 | 17 | 5  | 56 | 31 | 1,806 | 2 011 | 1 840 | 1,093 |
| 4.   | Eivissa         | 46 | 22 | 15 | 7  | 53 | 27 | 1,962 | 1 861 | 1 698 | 1,096 |
| 5.   | Esquimo         | 36 | 22 | 11 | 11 | 43 | 39 | 1,102 | 1 858 | 1 823 | 1,019 |
| 6.   | Río Duero Soria | 32 | 22 | 11 | 11 | 36 | 40 | 0,900 | 1 702 | 1 732 | 0,983 |
| 7.   | Barcellona      | 29 | 22 | 10 | 12 | 36 | 42 | 0,782 | 1 685 | 1 753 | 0,961 |
| 8.   | Textil          | 28 | 22 | 9  | 13 | 33 | 46 | 0,717 | 1 729 | 1 829 | 0,945 |
| 9.   | 7 Islas         | 25 | 21 | 9  | 12 | 35 | 48 | 0,729 | 1 764 | 1 871 | 0,943 |
| 10.  | Melilla         | 23 | 22 | 8  | 14 | 33 | 51 | 0,647 | 1 812 | 1 932 | 0,938 |
| 11.  | Mediterráneo    | 12 | 22 | 3  | 19 | 22 | 62 | 0,354 | 1 735 | 1 992 | 0,871 |
| 12.  | Cáceres         | 5  | 22 | 1  | 21 | 15 | 64 | 0,234 | 1 531 | 1 924 | 0,796 |

| Qualificata ai play-off scudetto | Retrocessa in Superliga 2 de Voleibol Masculina |

### Play-off scudetto
|  | Semifinali | Semifinali | Semifinali | Semifinali | Semifinali | Semifinali | Semifinali |         |   | Finale | Finale | Finale | Finale | Finale | Finale | Finale |
|  |            |            |            |            |            |            |            |         |   |        |        |        |        |        |        |        |
|  | 1          | Almería    | 3          | 3          | 3          |            |            |         |   |        |        |        |        |        |        |        |
|  | 1          | Almería    | 3          | 3          | 3          |            |            |         |   |        |        |        |        |        |        |        |
|  | 4          | Eivissa    | 2          | 2          | 0          |            |            |         |   |        |        |        |        |        |        |        |
|  | 4          | Eivissa    | 2          | 2          | 0          |            | 1          | Almería | 2 | 1      | 1      |        |        |        |        |        |
|  |            |            |            |            |            |            |            | Almería | 2 | 1      | 1      |        |        |        |        |        |
|  |            |            |            |            |            |            |            |         |   | 2      | Palma  | 3      | 3      | 3      |        |        |
|  | 2          | Palma      | 3          | 3          | 3          |            |            |         |   | 2      | Palma  | 3      | 3      | 3      |        |        |
|  | 2          | Palma      | 3          | 3          | 3          |            |            |         |   |        |        |        |        |        |        |        |
|  | 3          | Teruel     | 1          | 0          | 2          |            |            |         |   |        |        |        |        |        |        |        |
|  | 3          | Teruel     | 1          | 0          | 2          |            |            |         |   |        |        |        |        |        |        |        |

#### Risultati
| Semifinali |                 |     |                                   |
|            |                 |     |                                   |
| 07-04      | Almería-Eivissa | 3-2 | 23-25, 21-25, 25-21, 25-18, 15-12 |
| 08-04      | Palma-Teruel    | 3-1 | 27-25, 25-21, 22-25, 25-23        |

| 08-04 | Almería-Eivissa | 3-2 | 25-23, 24-26, 25-18, 22-25, 15-10 |
| 09-04 | Palma-Teruel    | 3-0 | 25-23, 25-18, 25-23               |

| 15-04 | Eivissa-Almería | 0-3 | 17-25, 18-25, 18-25               |
| 15-04 | Teruel-Palma    | 2-3 | 23-25, 25-17, 19-25, 25-20, 12-15 |

| Finale |               |     |                                   |
|        |               |     |                                   |
| 21-04  | Almería-Palma | 2-3 | 25-23, 19-25, 19-25, 27-25, 11-15 |
| 22-04  | Almería-Palma | 1-3 | 20-25, 29-27, 19-25, 16-25        |
| 29-04  | Palma-Almería | 3-1 | 18-25, 25-19, 25-23, 25-14        |

## Statistiche
| Rendimento individuale | Rendimento individuale | Rendimento individuale | Rendimento individuale |
| Pos.                   | Nome                   | Punti                  | Squadra                |
| ---------------------- | ---------------------- | ---------------------- | ---------------------- |
| 1                      | Toufik Mahdjoubi       | 412                    | Melilla                |
| 2                      | Guillerme Hage         | 404                    | Palma                  |
| 3                      | José María Castellano  | 403                    | Esquimo                |
| 4                      | Andrés Villena         | 402                    | Palma                  |
| 5                      | Leandro Martins        | 395                    | 7 Islas                |
| 6                      | Julien Winkelmuller    | 382                    | Río Duero Soria        |
| 7                      | Raúl Muñoz             | 369                    | Eivissa                |
| 8                      | Aleksander Szot        | 350                    | Almería                |
| 9                      | Miguel Mateo           | 331                    | Mediterráneo           |
| 10                     | Juan Manuel González   | 330                    | Almería                |

| Attacchi vincenti | Attacchi vincenti     | Attacchi vincenti | Attacchi vincenti |
| Pos.              | Nome                  | Punti             | Squadra           |
| ----------------- | --------------------- | ----------------- | ----------------- |
| 1                 | Toufik Mahdjoubi      | 372               | Melilla           |
| 2                 | José María Castellano | 352               | Esquimo           |
| 3                 | Leandro Martins       | 347               | 7 Islas           |
| 4                 | Andrés Villena        | 343               | Palma             |
| 5                 | Julien Winkelmuller   | 336               | Río Duero Soria   |
| 6                 | Raúl Muñoz            | 314               | Eivissa           |
| 7                 | Guillerme Hage        | 309               | Palma             |
| 8                 | Aleksander Szot       | 290               | Almería           |
| 9                 | Miguel Mateo          | 288               | Mediterráneo      |
| 10                | Jarosław Lech         | 269               | Teruel            |

| Muri vincenti | Muri vincenti     | Muri vincenti | Muri vincenti |
| Pos.          | Nome              | Punti         | Squadra       |
| ------------- | ----------------- | ------------- | ------------- |
| 1             | Borja Ruiz        | 102           | Almería       |
| 2             | Jorge Fernández   | 89            | Palma         |
| 3             | José Cabrera      | 69            | Esquimo       |
| 4             | Cristian Palacios | 66            | 7 Islas       |
| 5             | Guillerme Hage    | 63            | Palma         |
| 6             | Mário Dos Santos  | 59            | Melilla       |
| 7             | Moisés Cézar      | 54            | Almería       |
| 7             | Carlos dos Santos | 54            | 7 Islas       |
| 9             | Walter da Cruz    | 53            | Textil        |
| 10            | Miguel Rubbo      | 52            | Cáceres       |

| Battute vincenti | Battute vincenti    | Battute vincenti | Battute vincenti |
| Pos.             | Nome                | Punti            | Squadra          |
| ---------------- | ------------------- | ---------------- | ---------------- |
| 1                | Victor Viciana      | 45               | Palma            |
| 2                | Aleksander Szot     | 38               | Almería          |
| 3                | Edson Valencia      | 34               | Eivissa          |
| 4                | Miguel Ángel de Amo | 33               | Almería          |
| 5                | Guillerme Hage      | 32               | Palma            |
| 6                | Sergi Arranz        | 31               | Barcellona       |
| 6                | Abel Bernal         | 31               | Río Duero Soria  |
| 6                | Jorge Fernández     | 31               | Palma            |
| 6                | Francisco Ruiz      | 31               | Palma            |
| 10               | Raúl Muñoz          | 28               | Eivissa          |

NB: I dati sono riferiti all'intero torneo.